# Ō Rissei
Ō Rissei (王 立誠, Ō Rissei, en chino, 王 立誠; pinyin, Wáng Lìchéng) (7 de noviembre de 1958) es un jugador de go profesional en Japón.

## Biografía
Rissei nació en Taiwán y se trasladó a Japón cuando tenía 13 años. Se convirtió en profesional el siguiente año. Su instructor es Kano Yoshinori.

## Campeonatos y subcampeonatos
| Título          | Años ganado            |
| --------------- | ---------------------- |
| Actuales        | 13                     |
| Kisei           | 2000 - 2002            |
| Judan           | 2001 - 2004            |
| Oza             | 1995, 1999, 2000       |
| Copa Agon       | 1994                   |
| Copa NHK        | 1997                   |
| Shinjin-O       | 1981                   |
| Extintos        | 5                      |
| Kakusei         | 1989, 1993, 1999, 2000 |
| Shin-Ei         | 1983                   |
| Internacionales | 2                      |
| Copa LG         | 1998                   |
| Copa Chunlan    | 2000                   |

| Título                   | Años perdido     |
| ------------------------ | ---------------- |
| Actuales                 | 13               |
| Kisei                    | 2003             |
| Meijin                   | 1998             |
| Honinbo                  | 1998             |
| Judan                    | 1996, 2005       |
| Oza                      | 1996, 2001       |
| Copa NEC                 | 1989, 1998, 2002 |
| Copa Agon                | 2001             |
| Copa NHK                 | 1988, 2003       |
| Shinjin-O                | 1986             |
| Extintos                 | 4                |
| Kakusei                  | 1990             |
| Campeonato Hayago        | 1992, 1997       |
| Copa del Primer Ministro | 1980             |
| Continentales            | 1                |
| Copa TV Asiática         | 1997             |
| Internacionales          | 4                |
| Copa Fujitsu             | 1992, 1997       |
| Copa Chunlan             | 2001             |
| Copa Zhonghuan           | 2004             |